# آبشار سای یوک نوی
آبشار سای یوک نوی (به انگلیسی: Sai Yok waterfall) آبشاری است که در کانتچانابوری، تایلند واقع شده و ارتفاع کلی ریزشگاه آن ۱۰ متر است.